# رياض مصاروة
رياض مصاروة (1948-18 يونيو 2016) كاتب وفنان مسرحي ومخرج فلسطيني. ولد في مدينة يافا، ثم انتقل إلى بلدة الطيبة بعد شهر من ولادته مع عائلته، حيث تلقى تعليمه. كانت اولى تجاربه في التمثبل المسرح بالصف الثامن الاعدادي، ثم التحق بكلية للمسرح في الداخل الفلسطيني. درس الإخراج المسرحي بمنحة من الحزب الشيوعي في ألمانيا الشرقية، وحصل على درجة الماجستير في الاخراج المسرحي حتى عام 1977. اتبع اسلوب المسرح الملحمي تأثرا ببريخت في غالبية أعماله، يتميز مسرحه بأنه مسرح ايدلوجي واقعي.

## السيرة المهنية والمناصب
بعد انهاء تعليمه، عاد المخرج ليشغل منصب مديرا للمركز الثقافي في مدينة الناصرة. إضافة إلى تأليفه، واخراجه لعدة مسرحيات. كما قام بترجمة مسرحيات للكاتب المسرحي الألماني بيرتولت بريخت إلى اللغة العربية، وقام بنشرها في جريدة الاتحاد ومجلة الجليل. حصل مصاروة في عام 2015 على جائزة شخصية العام الثقافية، عن وزارة الثقافة الفلسطينية في قصر رام الله الثقافي.

## الأعمال المسرحية والمؤلفات
- رجال في الشمس لغسان كنفاني (1979) في عكا.[1]
- بنادق السيدة كرار لبيرتولت بريخت، في الناصرة.[2]

- الموجة التاسعة [2]
- الطفل الضائع من تأليفه (1982) في الناصرة.[1]
- محطة واسمها بيروت مسرحية من تأليفه (1983) في حيفا.[1]
- جيفارا/ دولة الشمس لفولكر براون (1986)[1]
- سرحان والسنبورة[1]
- العاجزون[2]
- رعب الرايخ الثالث[2]
- العكش[2]
- مقهى يعقوب[2]
- طائر السماء[2]
- البيت القديم [2]
- العنب الحامض[2]
- تعتبر مسرحية اسمي راشيل كوري (2008)[3] من أهم أعماله المسرحية باشتراك الممثلة لنا زريق.[1]
- بالإضافة لأعماله المسرحية قام الكاتب بانتاج كتاب أغاني غجرية في عام 1983 يحمل اسم «أفعى الحب»، ترجمه عن اللغة الألمانية.[1]
- كما انه قام بكتابة الروايات كان آخرها ملهاة الألم وكابوس الأرض اليباب.
- كتب أيضا قصص قصيرة ومقالات نّقديّة، ترجم نصوصًا مسرحيّة لبريخت وغيره من الكتاب إلى العربيّة، ودرّس المسرح في عدّة معاهد تمثيل منها في الناصرة.[2]

## وفاته
توفي في 18 يونيو 2016 متأثراً بمرض السرطان في مستشفى رمبام في حيفا.

## وصلات خارجية
الفنان رياض مصاروة الفنان الشخصية الثقافية للعام 2015.